# Juventud Obrera Cristiana
La Juventud Obrera Cristiana (JOC) (inicialmente en francés: Jeunesse Ouvrière Chrétienne) es un movimiento organizado internacionalmente, fundado por el reverendo Joseph Cardijn en Bélgica como los Jóvenes Sindicalistas; la organización adoptó su nombre actual en 1924. Su acrónimo francés, JOC, dio lugar a los términos ampliamente utilizados jocismo y jocista. En 1925, la JOC recibió la aprobación papal, y en 1926 se extendió a Francia y finalmente a 48 países.
El movimiento está coordinado por jóvenes y dirigido a jóvenes. El mismo esta enfocado en jóvenes obreros, que o bien habitan en barrios humildes o que provienen del seno de familias con recursos escasos. El objetivo del movimiento JOC es brindar educación, formar en el ideario cristiano a los jóvenes de clase trabajadora, poniendo énfasis en aquellos que enfrentan condiciones de marginales tanto en el plano económico como social o personal.

## Origen

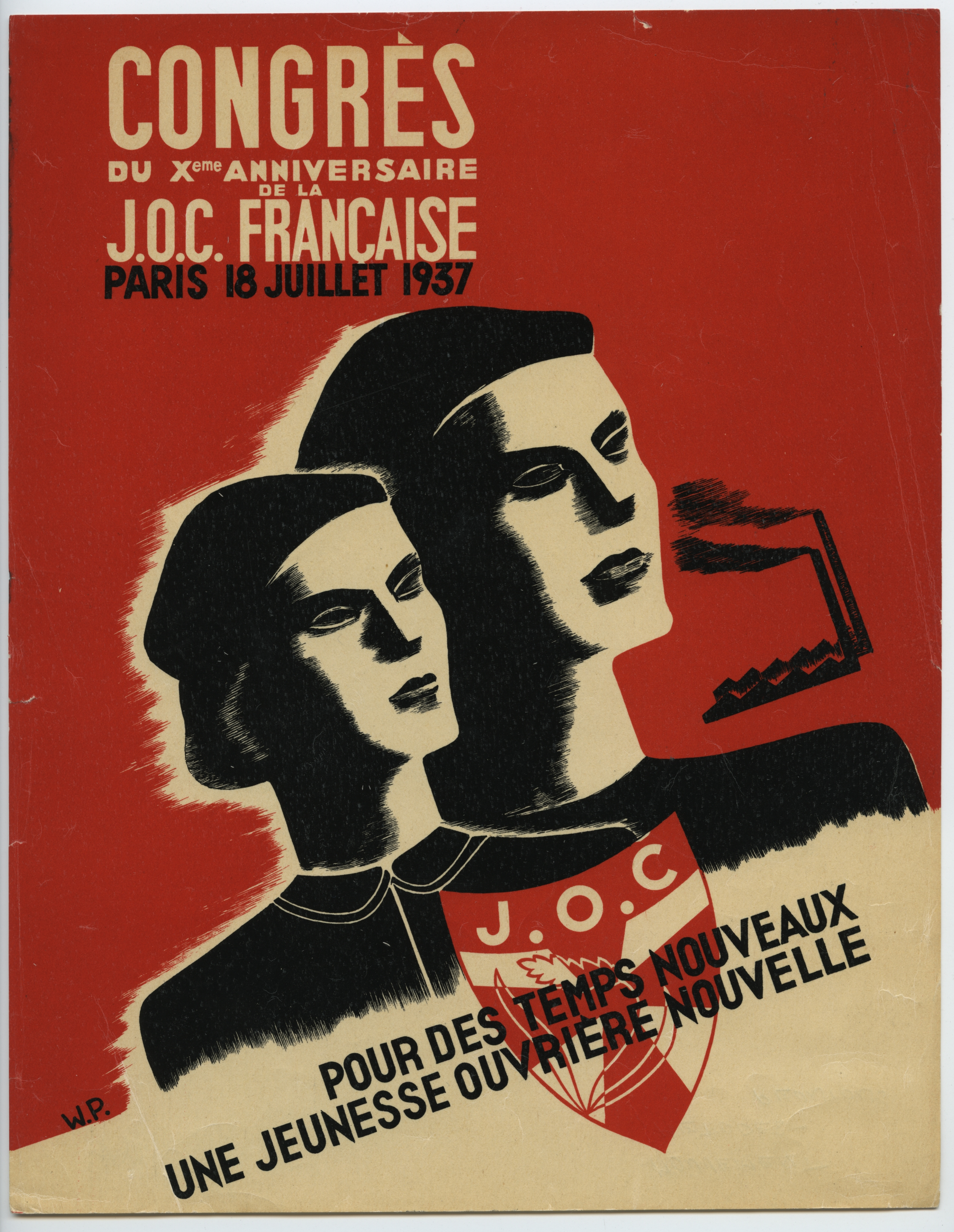
Cartel de la Juventud Obrera Cristiana (1937)

El reverendo Cardijn culpó de la muerte de su padre, un minero, a las duras condiciones de trabajo. Los belgas de la clase trabajadora de la época tendían a considerar que la Iglesia estaba al servicio de los intereses de la aristocracia, y algunos viejos amigos consideraban que Cardijn era un traidor; así decidió dedicar su carrera a "reconciliar su Iglesia con los trabajadores industriales del mundo". Cuando Cardijn fue nombrado primer sacerdote en el suburbio Royal Laeken de Bruselas en 1912, comenzó a trabajar con trabajadores de fábricas. En 1915, se convirtió en el director de la obra social católica de la ciudad. En los años posteriores a la Primera Guerra Mundial, comenzó a organizar a jóvenes trabajadores católicos en el área de Bruselas para evangelizar a sus colegas; el grupo fue nombrado Jeunesse Ouvrière Chrétienne. Sus enseñanzas se basaron en encíclicas laborales de los Papas León XIII y Pío XI. Recibió la aprobación de Pio XI en 1925.
Time Magazine, en una nota sobre una manifestación de París con 75 000 miembros en 1938, citó a Cardijn diciendo a sus seguidores: «Todo jocista tiene una misión divina de Dios, solo superada por la del sacerdote, para llevar el mundo entero a Cristo».
Cardijn dedicó el resto de su vida al movimiento, y en 1957 la JOC celebró su primer consejo mundial en Roma. Cardijn sirvió como consejero del Concilio Vaticano II y fue nombrado cardenal en 1965.

## La JOC en los países iberoamericanos

### Argentina
Fue fundada en 1940 por los sacerdotes Enrique Rau, Emilio Di Pasquo, y Agustín G. Bonney Elizalde bajo la denominación de Juventud Obrera Católica.
Más o menos acorde con el peronismo, tras el golpe de Estado de 1955, con los consecuentes problemas para los sindicatos peronistas, la JOC comenzó a intervenir más directamente en los problemas de los obreros. Se dedicó entonces a intervenir en las comisiones paritarias, apoyar a los estudiantes y a las huelgas, a movilizarse en favor de la enseñanza libre y universal, etc.
Entre 1956 y 1958 la JOC comenzó a sufrir una decadencia debido entre otros motivos a su ideología lo que llevó a una gran dificultad para el reclutamiento de nuevos miembros y al alejamiento de los que tenía.
En 1971, la JOC se disolvió como organización a nivel nacional y quedando a criterio de cada Obispo el reconocerla en el ámbito diocesano.
En 1992 se realizó un seminario para sacerdotes, seminaristas y dirigentes laicos, en un intento de relanzar oficialmente la JOC y en la década del 2000 fue Acción Católica la que hizo un llamado a antiguos jocistas para proponerles refundar el movimiento dentro de sus estructuras para dedicarse a la pastoral de los trabajadores. Sin embargo, la respuesta de los exjocistas fue negativa.

### Brasil
A pesar de existir grupos de la JOC desde mediados de la década de 1930, es a partir de 1947 cuando ésta es asumida por Acción Católica. Los esfuerzos para reclutar miembros y la campaña propagandística inicial le sirvieron para tener una rápida expansión hasta mediada la década de 1950 y poco a poco fue desligándose de la acción parroquial mediante el sistema de "permanentes", militantes que cobraban por su labor organizativa.
Su actividad estaba más orientada preferentemente a cuestiones religiosas, personales y recreativas que a los posibles problemas social-políticos.
De una ideología marcadamente conservadora y anticomunista, el surgimiento de una izquierda cristiana representadas por el Movimiento de Educación de Base y su pedagogía de la liberación, y la Juventud Universitaria Católica tuvieron una gran influencia en la JOC que hizo que tornará a posturas más progresistas y a preocuparse más de los problemas de la clase obrera.
El golpe de Estado de 1964 afectó gravemente al Movimiento que finalmente abrazó los postulados marxistas y junto a la Acción Católica Obrera, formada por ex-jocistas, criticaron a la Iglesia y al capitalismo de los problemas de la clase obrera brasileña. 
En 1970 hubo una segunda persecución contra los miembros de la JOC que prácticamente acabó con ella e hizo que acabaran radicalizandose aún más.

### Colombia
La JOC colombiana fue la primera en ver la luz en Sudamérica, 1932, integrada en la Orden de San Juan y en 1933 de Acción Social dirigido por el párroco Luis A. Murcia quien además de haber estado en contacto con Cardijn buscó el apoyo de familias pertenecientes al Partido Conservador que vieron en la creación del Movimiento la mejor forma para atacar al liberalismo y el comunismo.
Su asistencia al Congreso Mundial de las JOC en 1935, año en el que se integra en Acción Católica, hizo que aprehendiera los métodos clásicos usados en Europa pasando a ser un Movimiento consolidado regido estrictamente según el "Manual Jocista" del propio Cardijn. La integración en A.C. dotó a la JOC de un mayor reconocimiento y de una financiación que hicieron que se ramificará en diversas formaciones que dependían de la propia JOC: Juventud Estudiantil Católica, Juventud Agraria Católica y Juventud Independiente Católica.
Con el primer ascenso de López Pumarejo y su política reformista laicistas que hicieron que la circulación de las ideas marxistas y liberales fueran fácilmente instituidas en los sindicatos, la JOC se dedicó a la contrapropaganda mediante revistas y círculos de estudio. Esas posiciones llevaron a la JOC a acercarse a los postulados fascistas que llevaron a que el Cardenal Pizarro desautorizara desde el Vaticano a las JOC y ordenara su cancelación en 1939. 
La JOC fue desapareciendo gradualmente al acercarse a las clases populares e ideas liberales.

### España
La JOC se intentó fundar en España poco antes de la Guerra Civil impulsada entre otros por Ángel Herrera Oria y Francisco Vidal i Barraquer estimulado por la situación de la República que contaba con una gran presencia de ideologías de izquierdas. Los primeros contactos entre la JOC belga y los españoles se produjeron en 1931 y el propio Cardijn viajó a España en 1933 y 1935.
En 1933 el número de jocistas era de unos 2 000. Sin embargo hasta 1953, con el Concordato, cuando el movimiento se consolida bajo el abrigo de Acción Católica y se une a la Juventud Obrera de Acción Católica.
La primera en crearse fue la sección vasca (JOCVA) por José Ariztimuño Olaso de la diócesis de Vitoria, que acabaría fusilado por los golpistas durante la Guerra Civil.
Le siguieron la fundación en Valladolid, de la que dependía una de las JOC existentes en Madrid, y la de Cataluña por Albert Bonet.
Las otras dos JOC madrileñas dependían de Acción Católica, una, y del jesuita Victorino Feliz que dependía del diario integrista El Siglo Futuro la otra. A pesar de pertenecer a dicho periódico, el Padre Feliz defendió la idea de hacer una JOC independiente de Acción Católica en su obra La conquista de la Juventud Obrera.
Fue importante el liderazgo de Eugenio Royo Errazquin (Rentería, 1930- Madrid, 2001), Presidente nacional e internacional de la misma durante la década de los 50 del siglo XX. Royo envió una misiva a Vicente Enrique y Tarancón en la que denunciaba las condiciones de vida, la explotación y la falta de libertades de los trabajadores. Gente procedente y formada en la JOC fue ingresando en organizaciones sindicales (como USO) y políticas de carácter progresista y activas en la lucha contra la dictadura franquista.
En 1957 comenzó a publicar Juventud Obrera que a día de hoy se sigue publicando.
En la década de 1960 el jocismo estaba teniendo una gran aceptación en las escuelas por parte del alumnado, sin embargo, generaba algunas tensiones con la dirección escolar debido a que resultaba "perturbadora del orden". La diócesis replicó que la educación y la cultura de los futuros obreros no debía dejarse en manos de la Organización Sindical. La JOC favoreció el desarrollo del asamblearismo, las prácticas democráticas y el diálogo que coincidían con los distintos movimientos sociales de 1968.
De las filas del movimiento, junto con la Hermandad Obrera de Acción Católica, salieron un gran número de militantes del recién fundado sindicato Unión Sindical Obrera (USO).
Francho Gracia Puzo es el actual presidente de la Juventud Obrera Cristiana (JOC) de España.
La JOC en el País Vasco ("Liberación vasca")
El año 1932 Martin Lekuona Etxabeguren, Gervasio Albisu Vidaur e Ignacio Etxeverría, todos fusilados en la Guerra Civil, inician la Juventud Obrera Católica en Rentería.
La evolución de la JOC en el País Vasco va desde una época en la que se ocupa de asuntos espirituales y menos en los problemas de los obreros y de la cultura vasca hasta una postura, que sobre todo en la década de 1960, estará totalmente identificada con el movimiento obrero y el nacionalismo vasco que la convirtieron en un movimiento más de oposición a la dictadura franquista.
En un principio la militancia estaba formada principalmente por la pequeña burguesía lo que llevó a mundo obrero a recelar del movimiento. El objetivo de la JOC, además del espiritual, era la de conservar las tradiciones y folklore vasco. La introducción de los postulados marxistas en el nacionalismo junto a la evolución de un cristianismo cada vez más comprometido en la lucha por los cambios estructurales de la sociedad, aunque frenada por la jerarquía eclesiástica, fue fundamental a partir de la década de 1950 y decisivos en el devenir del movimiento que acabaría convirtiéndose en una cantera para los diversos sindicatos y organizaciones políticas.
Es en esa década cuando elaboran una teoría propia sobre la infraestructura, superestructura y las relaciones de producción en el País Vasco en la que culparan al centralismo y "la opresión del fascismo español totalitario salvaguardado por las fuerzas militares y civiles" de los problemas de la sociedad vasca. Según la propia JOC esta opresión sólo podía ser suprimida "mediante la acción revolucionaria de las fuerzas populares de Euskal Herria, en un proceso de constante praxis de los líderes y la base" y cuya finalidad, que ellos mismos denominaron "Liberación vasca", es "la supresión de la propiedad privada y la supresión de toda opresión superestructural, instaurando así un pueblo libre en el seno de una sociedad socialista de autogestión" que llevará al "hombre vasco" a la conciliación "con su manera de concebir la vida, el mundo, en sus creencias religiosas no alienantes sino revolucionarias" y a encontrarse con la profunda interioridad de cada hombre vasco, de la misma etnia vasca"
En la década de 1960 esta postura caló en las zonas rurales donde los propios militantes estudiaron marxismo, sindicalismo, socialismo y capitalismo junto a las posturas independentistas con el afán de llegar a ser un "líder revolucionario". Incluso en algunos casos los dirigentes transmitieron tácticas revolucionarias. Esto llevó a la JOCVA a querer hacer una Federación de diferentes movimientos apostólicos para marcar diferencias entre las distintas regiones de Euskal Herria.

### México
Fundada a nivel nacional por el párroco Rodolfo Escamilla en 1961, estaba vinculada al Secretariado Social Mexicano, del que Escamilla era miembro. Tuvo un gran crecimiento en las ciudades industriales.
En 1964 Escamilla abandonó el Movimiento debido a problemas entre el Secretariado Social y la jerarquía eclesiástica ya que ésta quería incorporar a la JOC en Asociación Católica de la Juventud Mexicana y tanto Escamilla como el Secretariado querían mantener su autonomía y carácter obrero.
En 1966, coincidiendo con su máximo apogeo y la visita de Cardijn, la JOC participó junto al Frente Auténtico del Trabajo en varias protestas y reivindicaciones que acabaron con la expulsión de los asesores por parte del obispo. Esto hizo que la FAT se alejará de la Iglesia.
Tras la masacre de Tlatelolco en 1968 la JOC rompió definitivamente con la Iglesia pues el Obispo les prohibió mostrar muestras de solidaridad o adherirse a las protestas de carácter político. La ruptura llevó a que hubiese disparidad de opiniones en el seno del Movimiento e incluso la JOC Internacional tuvo que enviar asesores para reorganizarlo.
En la década de 1970 se sucedieron las crisis cuyo detonante fue el asesinato del Padre Escamilla. A pesar de ello continuó el movimiento grandemente institucionalizado y vinculado a los Hijos de la Caridad que se dedicaron a formar grupos con un alto componente espiritual.

### Uruguay
La JOC se formó alrededor de 1938 independiente de Acción Católica hasta 1940. En sus inicios desarrollaban, actividades religiosas, sociales y labores sindicales en las que tuvo una estrecha relación con el sindicalismo cristiano.
A partir de 1944 se convirtió en un rama especializada de A.C.. Con el inicio de la Guerra fría la JOC intentó mantener un equilibrio entre capitalismo y comunismo llegando a ser considerados por otros sindicatos como "catolicones reaccionarios" y por los empresarios como "bolches".
A partir de 1950, aunque aún bastante clericalizados y con poca autonomía, intensificaron sus labores sindicales y la preocupación por el proletariado. En esta etapa se hicieron denuncias de los abusos de la patronal y críticas al gobierno represivo lo que le llevó a enfrentamientos con la jerarquía eclesiástica.
LA JOC desapareció con el golpe de Estado de 1973. Existieron intentos de refundarla en tres ocasiones: 1982, 1986 y 1991.

## España
La JOC se intentó fundar en España poco antes de la Guerra Civil impulsada entre otros por Ángel Herrera Oria y Francisco Vidal i Barraquer estimulado por la situación de la República que contaba con una gran presencia de ideologías de izquierdas. Los primeros contactos entre la JOC belga y los españoles se produjeron en 1931 y el propio Cardijn viajó a España en 1933 y 1935.
En 1933 el número de jocistas era de unos 2000. Sin embargo hasta 1953, con el Concordato, cuando el movimiento se consolida bajo el abrigo de Acción Católica y se une a la Juventud Obrera de Acción Católica.
La primera en crearse fue la sección vasca (JOCVA) por José Ariztimuño Olaso de la diócesis de Vitoria, que acabaría fusilado por los golpistas durante la Guerra Civil.</ref>
Le siguieron la fundación en Valladolid, de la que dependía una de las JOC existentes en Madrid, y la de Cataluña por Albert Bonet.
Las otras dos JOC madrileñas dependían de Acción Católica, una, y del jesuita Victorino Feliz que dependía del diario integrista El Siglo Futuro la otra. A pesar de pertenecer a dicho periódico, el Padre Feliz defendió la idea de hacer una JOC independiente de Acción Católica en su obra La conquista de la Juventud Obrera.
Fue importante el liderazgo de Eugenio Royo Errazquin (Rentería, 1930- Madrid, 2001), Presidente nacional e internacional de la misma durante la década de los 50 del siglo XX. Royo envió una misiva a Vicente Enrique y Tarancón en la que denunciaba las condiciones de vida, la explotación y la falta de libertades de los trabajadores. Gente procedente y formada en la JOC fue ingresando en organizaciones sindicales (como USO) y políticas de carácter progresista y activas en la lucha contra la dictadura franquista.
En 1957 comenzó a publicar Juventud Obrera que a día de hoy se sigue publicando.
En la década de 1960 el jocismo estaba teniendo una gran aceptación en las escuelas por parte del alumnado, sin embargo, generaba algunas tensiones con la dirección escolar debido a que resultaba "perturbadora del orden". La diócesis replicó que la educación y la cultura de los futuros obreros no debía dejarse en manos de la Organización Sindical. La JOC favoreció el desarrollo del asamblearismo, las prácticas democráticas y el diálogo que coincidían con los distintos movimientos sociales de 1968.
De las filas del movimiento, junto con la Hermandad Obrera de Acción Católica, salieron un gran número de militantes del recién fundado sindicato Unión Sindical Obrera (USO).
Francho Gracia Puzo es el actual presidente de la Juventud Obrera Cristiana (JOC) de España.
La JOC en el País Vasco ("Liberación vasca")
El año 1932 Martin Lekuona Etxabeguren, Gervasio Albisu Vidaur e Ignacio Etxeverría, todos fusilados en la Guerra Civil, inician la Juventud Obrera Católica en Rentería.
La evolución de la JOC en el País Vasco va desde una época en la que se ocupa de asuntos espirituales y menos en los problemas de los obreros y de la cultura vasca hasta una postura, que sobre todo en la década de 1960, estará totalmente identificada con el movimiento obrero y el nacionalismo vasco que la convirtieron en un movimiento más de oposición a la dictadura franquista.
En un principio la militancia estaba formada principalmente por la pequeña burguesía lo que llevó a mundo obrero a recelar del movimiento. El objetivo de la JOC, además del espiritual, era la de conservar las tradiciones y folklore vasco. La introducción de los postulados marxistas en el nacionalismo junto a la evolución de un cristianismo cada vez más comprometido en la lucha por los cambios estructurales de la sociedad, aunque frenada por la jerarquía eclesiástica, fue fundamental a partir de la década de 1950 y decisivos en el devenir del movimiento que acabaría convirtiéndose en una cantera para los diversos sindicatos y organizaciones políticas.
Es en esa década cuando elaboran una teoría propia sobre la infraestructura, superestructura y las relaciones de producción en el País Vasco en la que culparán al centralismo y "la opresión del fascismo español totalitario salvaguardado por las fuerzas militares y civiles" de los problemas de la sociedad vasca. Según la propia JOC esta opresión sólo podía ser suprimida "mediante la acción revolucionaria de las fuerzas populares de Euskal Herria, en un proceso de constante praxis de los líderes y la base" y cuya finalidad, que ellos mismos denominaron "Liberación vasca", es "la supresión de la propiedad privada y la supresión de toda opresión superestructural, instaurando así un pueblo libre en el seno de una sociedad socialista de autogestión" que llevará al "hombre vasco" a la conciliación "con su manera de concebir la vida, el mundo, en sus creencias religiosas no alienantes sino revolucionarias" y a encontrarse con la profunda interioridad de cada hombre vasco, de la misma etnia vasca"
En la década de 1960 esta postura caló en las zonas rurales donde los propios militantes estudiaron marxismo, sindicalismo, socialismo y capitalismo junto a las posturas independentistas con el afán de llegar a ser un "líder revolucionario". Incluso en algunos casos los dirigentes transmitieron tácticas revolucionarias. Esto llevó a la JOCVA a querer hacer una Federación de diferentes movimientos apostólicos para marcar diferencias entre las distintas regiones de Euskal Herria.